# Dwór w Jarczewie
Zespół dworski – dwór znajdujący się w Jarczewie w województwie lubelskim. Istniejący dwór zbudowany został w 2 połowie XIX wieku dla rodziny Podoskich, którzy władali majątkiem od drugiej połowy XVIII wieku do II wojny światowej. Wcześniej właścicielami Jarczewa byli Jarczewscy, Trojanowscy i Dąbrowscy. Czasy świetności dwór przeżywał w okresie międzywojennym. Jego ówczesny właściciel, Jerzy Podoski, żonaty był ze szwagierką prezydenta Ignacego Mościckiego, który bywał w Jarczewie. Dwór odwiedzali również ministrowie i szefowie rządu. W czasie wojny w dworze mieścił się ośrodek rehabilitacyjny dla rannych żołnierzy. Następnie majątek został znacjonalizowany i wszedł w skład PGR-u.